# Achim Thomas Hack
Achim Thomas Hack (* 4. Mai 1967 in Stuttgart; † 20. Januar 2025 in Jena) war ein deutscher Historiker und Hochschullehrer. Er gehörte zu den führenden Experten für die Karolinger sowie die Frühzeit der Päpste.

## Leben und Wirken
Nach dem Zivildienst studierte er Geschichte und Vergleichende Religionswissenschaft an den Universitäten in Tübingen und Rom. Im Jahr 1994 folgte der Magister. Bei Harald Zimmermann wurde er 1996 in Tübingen über das Empfangszeremoniell bei mittelalterlichen Papst-Kaiser-Treffen promoviert. In seinen ritualgeschichtlichen Fragestellungen wurde er besonders von Hubert Cancik und Burkhard Gladigow geprägt. Von 1998 bis 2005 war Hack wissenschaftlicher Mitarbeiter an der Universität Regensburg. Im Jahr 2005 erfolgte dort die Habilitation mit einer 1300 Seiten umfassenden Untersuchung über den Codex epistolaris Carolinus. Nach Lehrstuhlvertretungen an den Universitäten Regensburg, Konstanz und München (vom Sommersemester 2008 bis Sommersemester 2009) lehrte Hack von 2010 bis zu seinem vorzeitigen Ruhestand 2024 als Nachfolger von Helmut G. Walther als Professor für Mittelalterliche Geschichte an der Universität Jena.
Hacks Forschungsschwerpunkte waren im Mittelalter die Papst- und Kaisergeschichte, die Ritualgeschichte, die Religionsgeschichte, die Briefwissenschaft sowie die Rezeption des Mittelalters. Er forschte außerdem zur Kulturgeschichte der Krankheit und des Körpers und fragte nach der Mobilität zu Wasser und auf dem Land. In seiner umfangreichen Dissertation befasste er sich im ersten Teil mit dem Einzug Friedrichs III. zur Kaiserkrönung 1452 in Rom. Im zweiten Hauptteil analysierte er das Empfangszeremoniell für alle weiteren bekannten Papst-Kaiser-Treffen. Seine Forschungsergebnisse zu Alter, Krankheit und Tod der Herrscher im frühen Mittelalter am Beispiel der Karolinger veröffentlichte Hack 2009. In dieser Arbeit kam er zu verschiedenen Neubewertungen. Er konnte zeigen, dass körperliche Gebrechen keineswegs zum Verlust der Idoneität führten oder dass karolingische Könige viel häufiger auf der Jagd und nur in den seltensten Fällen in der Schlacht starben. Hack konnte die vor 1945 aufgestellte These einer Erbkrankheit der Karolinger, die für den Untergang der Dynastie verantwortlich sein sollte, widerlegen. Ebenso konnte Hack die These entkräften, dass die Krankheiten der mittelalterlichen Könige in den Quellen bewusst verschwiegen worden seien. Er veröffentlichte 2011 eine Biographie über Abul Abaz, den Elefanten Karls des Großen. Im Jahr 2020 legte er eine Edition der Ordines der italienischen Königskrönung vor, welche die gesamte Überlieferung erfasst. Hack verfasste zahlreiche Artikel für das Biographisch-Bibliographische Kirchenlexikon (BBKL).

## Schriften
Monographien
- Karolingische Kaiser als Sportler. Ein Beitrag zur frühmittelalterlichen Körpergeschichte (= Jenaer mediävistische Vorträge. Bd. 4). Steiner, Stuttgart 2015, ISBN 978-3-515-11147-8.
- Von Christus zu Odin. Ein Karolinger bekehrt sich (= Jenaer mediävistische Vorträge. Bd. 3). Steiner, Stuttgart 2014, ISBN 978-3-515-10661-0.
- Gregor der Große und die Krankheit (= Päpste und Papsttum. Bd. 41). Hiersemann, Stuttgart 2012, ISBN 978-3-7772-1227-2.
- Abul Abaz. Zur Biographie eines Elefanten. Wissenschaftlicher Verlag Bachmann, Badenweiler 2011, ISBN 978-3-940523-12-9.
- Alter, Krankheit, Tod und Herrschaft im frühen Mittelalter. Das Beispiel der Karolinger. Hiersemann, Stuttgart 2009, ISBN 978-3-7772-0908-1.
- Codex Carolinus. Päpstliche Epistolographie im 8. Jahrhundert. 2 Bände, Hiersemann, Stuttgart 2006, ISBN 978-3-7772-0621-9.
- Das Empfangszeremoniell bei mittelalterlichen Papst-Kaiser-Treffen. Böhlau, Köln 1999, ISBN 3-412-03398-7.

Herausgeberschaften
- mit Klaus Ries: Geschichte zum Aufkleben. Historische Ereignisse im Spiegel deutscher Briefmarken. Steiner, Stuttgart 2020, ISBN 978-3-515-12658-8.

Edition
- Die Ordines für die Weihe und Krönung des Königs und der Königin in Mailand (= Fontes iuris Germanici antiqui in usum scholarum separatim editi. Bd. 17). Harrassowitz, Wiesbaden 2020, ISBN 978-3-447-11527-8.